# Pepelnica umjetnika
Pepelnica umjetnika je javna rasprava, tradicionalni dijalog teologije i umjetnosti koji se održava u Zagrebu na Čistu srijedu svake godine od 2001. godine. 2018. godine tema je bila "Umjetnost između praznine i punine", a održana je u Muzičkoj akademiji.
2017. tema je bila "Suodnos umjetnika i kulture?! Prijepori - nadovezivanja - perspektive", a održana je u Zagrebačkom kazalištu mladih.

## Vanjske poveznice
- Zagrebačka nadbiskupija Pepelnica umjetnika